# Ејверел Хариман
Вилијам Ејверел Хариман (енгл. William Averell Harriman; Њујорк, 15. новембар 1891 — Јорктаун Хајтс, 26. јул 1986) био је амерички политичар и дипломата.

## Биографија
Рођен је 1891. године у Њујорку. Завршио је студије на Универзитету Јејл.
Био је члан Демократске странке, 48 гувернер Њујорка, саветник председника Рузвелта у индрустријским и финансијским питањима, шеф америчке делегације на Московској конференцији трију држава 1941. године, те амбасадор у Москви и Лондону. Учествовао је на конференцијама у Казабланки, Техерану и Потсдаму.
Био је министар трговине, од 1950. посебни помоћник председника Трумана за међународна питања, затим гувернер државе Њујорк, посебни амбасадор председника Кенедија, те помоћник државног секретара за послове Далеког истока. Учествовао је при Московском споразуму о забрани нуклеарних проба 1963. године, те био вођа америчког изасланства на мировним преговорима са Северним Вијетнамом у Паризу 1968/69. године.

## Дела
- „Мир с Русијом?“
- „Специјални посланик“